# Ernst Moltzer
Ernst Octavianus Moltzer (Amsterdam, 1 of 2 mei 1910 - Noordzee, 15 november 1941) was een Nederlandse watersporter, ondernemer, verzetsman en Engelandvaarder. Hij was een oom- en tantezegger van de Nederlandse schilder en theosoof Ferdinand Hart Nibbrig en zijn vrouw Johanna Bartruida Moltzer. Op 1 juli 1939 trad hij in Kennelbach in het huwelijk met de Oostenrijkse gravin Gertrude Anna Luise Therese Thusnelde von Sarnthein.

## Watersporter
Hij was lid van KARZV De Hoop en was als watersporter actief in het roeien en het zeilen. 
Hij voer op de Pamir en maakte in 1934 deel uit van de bemanning van het zeiljacht Endeavour tijdens de wedstrijden om de America's Cup. In de skiff roeide hij meermaals om de Holland Beker.
In 1935 was Moltzer Nederlands kampioen roeien in de skiff. Moltzer nam in de zes meter klasse deel aan de Olympische Zomerspelen in 1936 waar het Nederlands zeilteam in de De Ruyter als achtste eindigde. Tot in 1941 nam hij deel aan zeilwedstrijden.

## Ondernemer
Ernst was directeur van distilleerderij Lucas Bols die door zijn grootvader Christiaan Moltzer overgenomen was. Namens Bols maakte hij in 1937 een wereldwijde handelsreis. Hij werd in 1941 door de directie van Bols op non actief gezet, na een ruzie binnen het bedrijf over de levering van drank aan de bezetter.

## Engelandvaarder
Het verhaal gaat, dat hij in de Tweede Wereldoorlog nam hij deel aan het verzet, maar het is niet bekend wat hij precies deed. Moltzer overleed op de Noordzee bij een poging om per boot over te steken naar Engeland samen met Cornelis Kolff en Gerrit Jacobus van der Flier. Op 12 januari 1951 werd zijn overlijdensakte bij de burgerlijke stand in  Heemstede ingeschreven met als overlijdensdatum 15 november 1941.
In de zomer van 2023 begon het Bureau Vermiste Personen Noordzee een onderzoek naar de vermissing. Op 16 februari 2024 werd bekend gemaakt dat een kaak, die in 2003 door Texelse vissers uit zee was opgevist, door middel van DNA-onderzoek is gelinkt aan Ernst Moltzer. Op zaterdag 17 februari 2024 werden de stoffelijke resten van Ernst Moltzer begraven op het Ereveld Loenen.
Joop Carp (stuurman) · 
Ansco Dokkum · 
Kees Jonker · 
Herman Looman · 
Ernst Moltzer